# Музикова скала
Му́зикова Скала́ — комплексна пам'ятка природи місцевого значення в Україні. Розташована на території Тернопільського району Тернопільської області, на схід від села Городниця (лісове урочище Малинник).
Площа 10,46 га. Статус надано згідно з рішенням Тернопільської обласної ради від 12 листопад 2013 року № 1520. Перебуває у віданні Городницької сільської ради.
Статус надано для збереження унікального рельєфу (частина Товтрової гряди з вапняковими скелями) та місць зростання рослин, занесених до Червоної книги України, зокрема чемериця чорна, ясенець білий, костяниця, а також горицвіт весняний і ковила волосиста.